# جامعه حفاظت

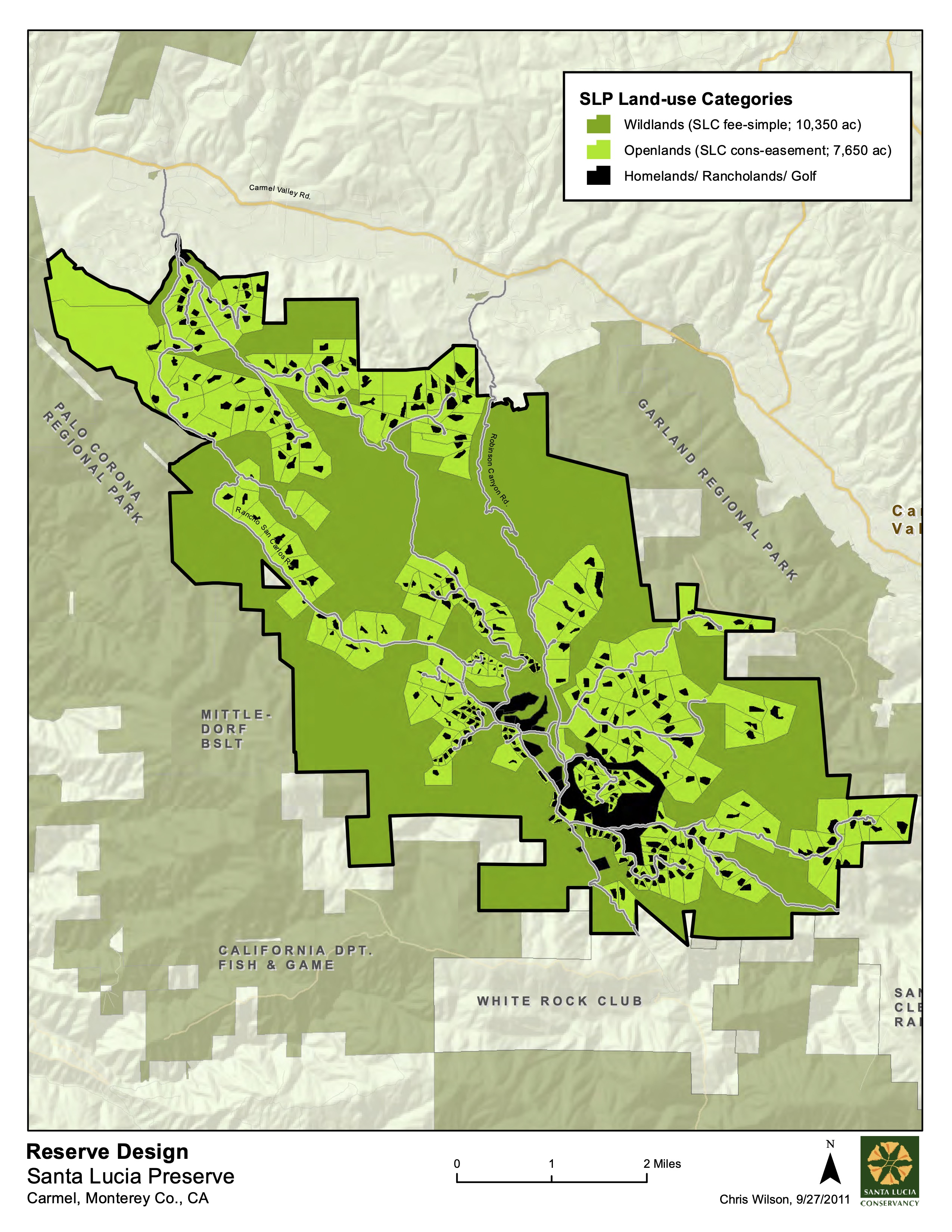
این نقشه ذخیره‌گاه سانتا لوسیا، یک جامعه حفاظت‌شده در کالیفرنیا را نشان می‌دهد که کدام بخش‌ها توسط پیمان‌های حفاظتی پشتیبانی می‌شوند.

جامعه حفاظت (به انگلیسی: Conservation community) یا توسعه حفاظت (Conservation development) یک مدل ترکیبی از املاک و مستغلات و حفاظت از توسعه زمین است که هم از مناطق حفاظت‌شده و هم از سکونتگاه‌های انسانی تشکیل شده است که هدف اصلی آن نجات قطعات بزرگ زمین از تخریب بوم‌شناختی است. این زمین می‌تواند زمین‌های جنگلی، زمین‌های کشاورزی، زمین‌های دامداری یا هر نوع زمین دیگری باشد که نیاز به حفاظت در برابر توسعه آسیب‌زا دارد. این مدل با سایر مدل‌های مناطق حفاظت‌شده با ادغام جوامع انسانی در طبیعت، به جای جابجایی آن‌ها به بیرون از منطقه، مقایسه می‌شود، و به همین دلیل تحت عنوان منطقه حفاظت‌شده رده پنجم IUCN قرار می‌گیرد.